# レッドソニア
『レッドソニア』（Red Sonja）は、1985年のアメリカ映画。
剣と魔法に分類される、ファンタジー・ヒロイン冒険活劇。
日本では当初、『アーノルド・シュワルツェネッガーのキング・オブ・アマゾネス』の邦題でビデオスルーとなったが、その後に日本で巻き起こったシュワルツェネッガーのブームに肖り、『レッドソニア』の邦題で劇場公開された。

## 概要
ロバート・E・ハワード作の『英雄コナン』シリーズに登場する、ハイボリアという世界を舞台とした冒険アクション映画。ハワード自身の著作と関連はそれほど明白ではないが、ハワードの短編"The Shadow of the Vulture"に登場するレッド・ソニアを基に展開され人気を博していたマーベル・コミックの作品群（en:Red Sonja）の映画版である。
コミック版に登場するレッド・ソニアは、1974年以降はビキニアーマー姿だったため、主演のブリジット・ニールセンの衣装も露出度が高いものとなっている。また、ニールセンは本作で第6回ゴールデンラズベリー賞において最低新人賞を受賞した。
アーノルド・シュワルツェネッガーは、同監督による前作『キング・オブ・デストロイヤー/コナンPART2』(1984年)ではコナンとして主演していたが、本作では「カリドー」という名前の準主役キャラクターとなっている。シュワルツェネッガーは当初は、本作でもコナン役での出演となる予定であったが、『コナン・ザ・グレート』の権利をユニバーサルスタジオが所有していため、コナン役では出演出来なくなり、カリドーという役柄で出演することとなった。
また、『コナン・ザ・グレート』(1982年)において、ヴァレリア役でゴールデングローブ賞とサターン賞を受賞したサンダール・バーグマンも、本作ではゲドレン女王役として登場しているが、こちらもゴールデンラズベリー賞で最低助演女優賞にノミネートされた。
2008年頃にはリメイク企画が立ち上がったが、権利関係や財政上の問題に加え、主演予定だったローズ・マッゴーワンの降板により、頓挫した。

## ストーリー
永遠の夜の土地を治める女王ゲドレンの元から故郷に逃げ帰った赤髪の少女ソニアは、女王が放った追手の兵士によって両親と弟を殺され、自身もまた瀕死の重傷を負って草むらの中に身を横たえていた。彼女を憐れんだ赤い戦女神がそこに降臨し、ソニアを蘇生させて強靭な力と戦闘技術を与えた。生まれ変わったソニアは著名なソードマスターの下で修業を積み、一流の戦乙女へと成長した。ソニアは自分より強い男以外には決して心を許さないことを誓った。ソニアの妹であるヴァルナは、世界を滅ぼす力を秘めた宝玉タリズマンが安置された神殿を守護する巫女騎士団の一員であった。世界支配を望んだ女王ゲドレンはタリズマンを手に入れるべく軍勢を率いて神殿に攻め込み、迎え撃った巫女騎士たちを倒してタリズマンを奪った。タリズマンは女性のみが扱える秘宝であった。ただ一人神殿から逃れる事ができたヴァルナは姉ソニアの元へと向かうが、これを追ったゲドレンの手勢に深手を負わされ、そこに通りかかった剣士カリドーに助けられてソニアとの対面を果たす。瀕死のヴァルナは、女王に奪われたタリズマンを封印しないと世界は天変地異により滅亡することを伝えて息絶えた。永遠の夜の土地バークベンに旅立つ事を決めたソニアに、カリドーは同行を申し出るが彼女は拒絶した。
バークベンに向かう道中で、ソニアはすでに廃墟と化していたハルボック王国に辿り着き、そこにいたターン王子と従者ファルコンに出会う。同王国は女王ゲドレンのタリズマンの力によって滅ばされたばかりであり、ターン王子もまた復讐を志してバークベンに向かおうとしていたが、危険だからとファルコンには反対されていた。ソニアに協力を求めたターン王子は自身の料理人として召し抱えることを提案するが、ソニアは一笑に付して立ち去った。旅を続けるソニアはバークベンの入口となる山脈の関所に到着し、関所を管理するブライタグ卿と戦ってこれを倒すも残りの手勢に包囲される。そこに再び剣士カリドーが現れて包囲を切り開き、自身が手勢と戦いつつ踏み止まってソニアを逃した。山脈の関所を突破したソニアは、山賊に捕まって吊るされていたターン王子と再会する。勝手に出立した王子を探していた従者ファルコンがそこに駆け付け、ソニアはファルコンと共に山賊を倒して王子を救った。ファルコンの忠義を見たソニアは二人の同行を許可した。配下魔術師の幻視によってソニアの接近を知った女王ゲドレンは彼女を生け捕りにするよう命じると、タリズマンの力で嵐を起こしてソニアたちを洞窟に入るよう仕向けた。その洞窟にいた凶暴なモンスターによってソニアは絶体絶命の危機に陥るが、再び登場した剣士カリドーがモンスターを倒してまたも彼女を救った。タリズマンを巫女騎士団に託した王族の末裔であるというカリドーの出自を知ったソニアは、ようやく彼の同行を承諾した。王国再興の為の有能な家臣を望むターン王子は、カリドーをスカウトするためにソニアとの仲を取り持つことを考え、自身より強い男を望むソニアとの対戦の機会を作ったが、勝てるはずのカリドーがわざと引き分けたのでターン王子をがっかりさせた。
女王ゲドレンの居城に辿り着いたソニアたちは、安全のためにターン王子を城門前で待つように説得すると三人で城内に突入した。カリドーとファルコンが城の護衛兵と戦う中で、ソニアが女王の間へと向かった。その頃、タリズマンの力が制御不能であることを悟った魔術師アイコルは早く封印するように女王を説得していた。すでにタリズマンの力の反動でバークベンも天変地異に見舞われており、居城の崩壊も始まっていた。しかし世界支配の狂気に取り付かれていたゲドレンはこれを拒絶する。破滅を予測したアイコルは城内の財宝を持ち出して逃亡を図るが、城門前にいたターン王子に制止され小競り合いの末に城の崩落の中で圧死する。女王の間に辿り着いたソニアはゲドレンと対峙すると共に剣を抜いて撃ち合い渡り合った。ゲドレンはタリズマンが置かれている光の儀式の間に逃げ込み、そこでも切り結んだ末にソニアの剣に貫かれて崩壊する城の裂け目に落ちていった。女王を倒したソニアは奉納されていたタリズマンを取ると城の裂け目の溶岩に投げ込んで災厄の元を絶った。駆け付けてきたカリドー、ファルコン、ターン王子と共に崩れ落ちる城から無事脱出したソニアは、噴火に呑み込まれるバークベン城を見届けるとこの永遠の夜の土地を後にした。

## スタッフ
- 監督：リチャード・フライシャー
- 製作：クリスチャン・フェリー
- 脚本：クライヴ・エクストン、ジョージ・M・フレイザー
- 撮影：ジュゼッペ・ロトゥンノ
- 音楽：エンニオ・モリコーネ

## 出演
※括弧内は日本語吹き替え。
- レッド・ソニア - ブリジット・ニールセン（声：戸田恵子）
- カリドー - アーノルド・シュワルツェネッガー（声：屋良有作）
- ファルコン - ポール・L・スミス（声：石田太郎）
- ゲドレン女王 - サンダール・バーグマン（声：沢田敏子）
- ターン王子 - アーニー・レイズ・Jr（声：佐々木優子）
- アイコル - ロナルド・レイシー（声：坂口芳貞）
- ブライタグ - パット・ローチ（声：小山武宏）

日本語吹き替えは、『金曜ロードショー』（日本テレビ、1989年7月7日初回放送、BD収録）によるもの。